# Percina austroperca
Percina austroperca är en fiskart som beskrevs av Thompson, 1995. Percina austroperca ingår i släktet Percina och familjen abborrfiskar. IUCN kategoriserar arten globalt som livskraftig. Inga underarter finns listade i Catalogue of Life.